# Appenai-sous-Bellême
Appenai-sous-Bellême é uma comuna francesa na região administrativa da Normandia, no departamento Orne. Estende-se por uma área de 10,62 km². Em 2010 a comuna tinha 286 habitantes (densidade: 26,9 hab./km²).